# Maleohöna
Maleohöna (Macrocephalon maleo) är en utrotningshotad fågel i familjen storfotshöns inom ordningen hönsfåglar.

## Utseende
Maleohäna är en 55-60 lång omisskännlig svartvit storfotshöna med medellång stjärt. Hals och ovansida är svart, undersidan är vit fläckat smutrosa på bröst och buk, med svarta lår. På huvudet syns en tydlig, benig och mörk kask. Näbben är kraftig och blek, och i ansiktet syns bar, gulaktig bar hud.

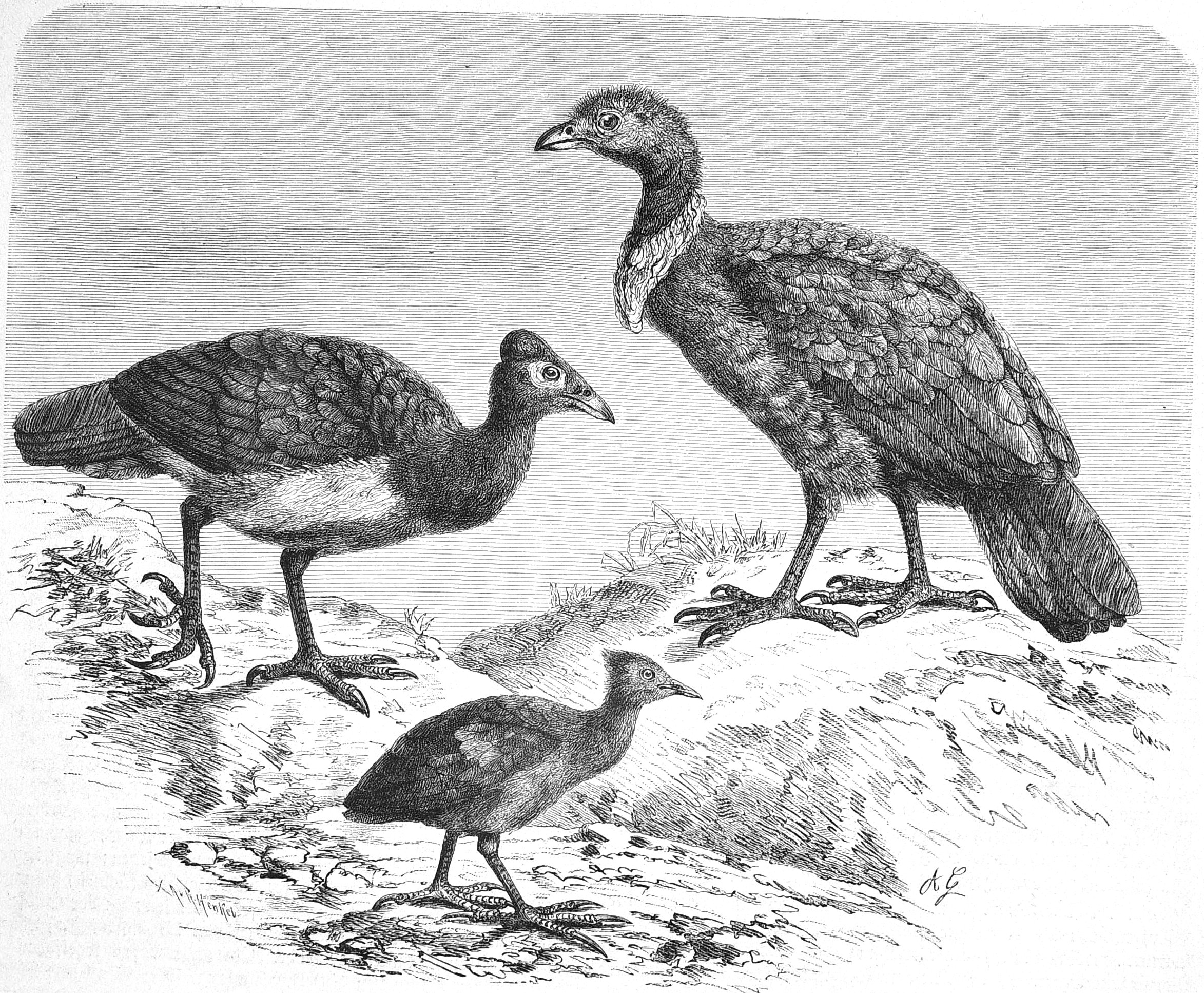
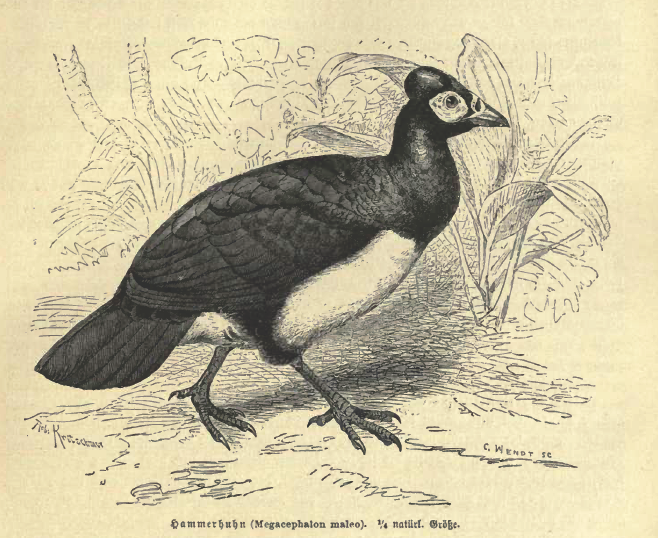
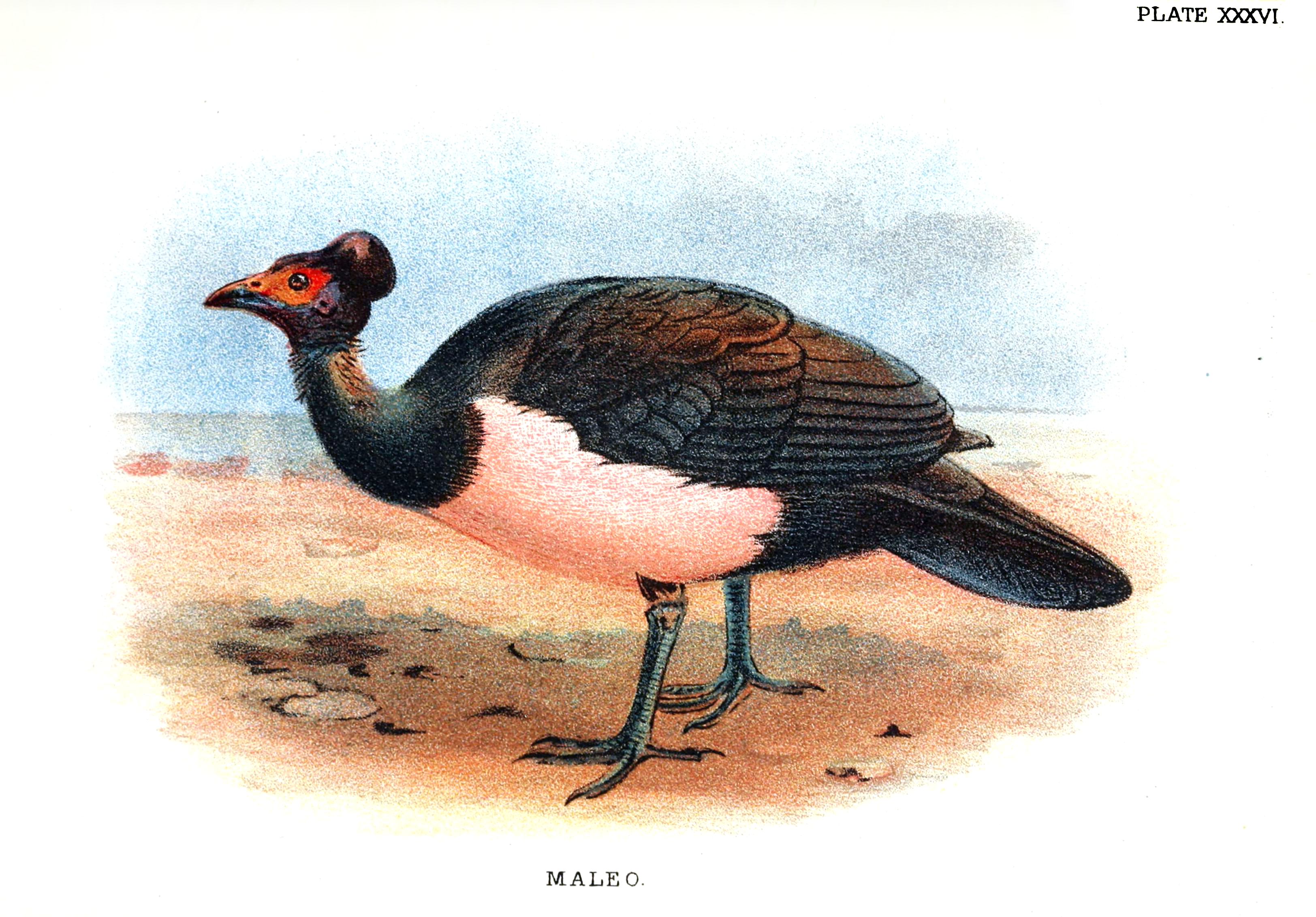

## Läte
Maleohönan är generellt tystlåten, men ibland hörs ett ljudligt, bubblande "waow".

## Utbredning och systematik
Maleohöna förekommer på öarna Sulawesi och Buton i Indonesien, tidigare även Lembeh. Den placeras som enda art i släktet Macrocephalon och behandlas som monotypisk, det vill säga att den inte delas in i några underarter.

## Levnadssätt
Fågeln återfinns i låglänt regnskog upp till åtminstone 1.065 meters höjd, men passerar också miljöer påverkade av människan när den rör sig mot häckningsområdena utmed kusten. Den häckar på sandstränder, utmed sjöar och floder i kolonier, troligen för att på så vis bättre försvara sig mot naturliga äggtjuvar. Honan lägger åtta till tolv ägg i gropar som täcks. Unikt för familjen ruvas de inte utan kläcks av solen eller värme från marken (bland annat nära vulkaner), en process som kan ta två till tre månader. När äggen kläcks tar det cirka två dagar för ungarna att ta sig ut till ytan; ungarna är då flygförmögna.

## Status
Internationella naturvårdsunionen IUCN kategoriserar arten som akut hotad. Detta beror på den begränsade världspopulationen på 8 000–14 000 vuxna individer samt att den minskar kraftigt i antal, till följd av framför allt ägginsamling samt förstörelse och fragmentering av dess levnadsmiljö.

## Namn
Fågelns svenska och vetenskapliga namn kommer från de lokala sulawesiska namnen "Moleo" och "Molo" för arten.